# Нарине Абгарян
Нарине Абгарян (на арменски: Նարինե Յուրիի Աբգարյան) е съвременна арменска писателка.

## Биография
Нарине Абгарян е родена на 14 януари 1971 г. в град Берд, Армения. През 1994 г. следва в Москва и остава в Русия. Започва да пише разкази и публикува като блогър. С нея се свързват различни издателства. Става по-популярна в началото като детска писателка с автобиографичната поредица „Манюня“. Нейни текстове са издавани във Франция и Прибалтика, както и в България. През 2016 г. е сред почетните гости на Салона на книгата в Париж. Пише на руски език.

## Книги на български език
- „Три ябълки паднаха от небето“
- „Хората, които са винаги с мен“
- „Манюня“
- „Да живееш нататък“
- „Зулали“
- „Симон“